# Bernhard Sieberer

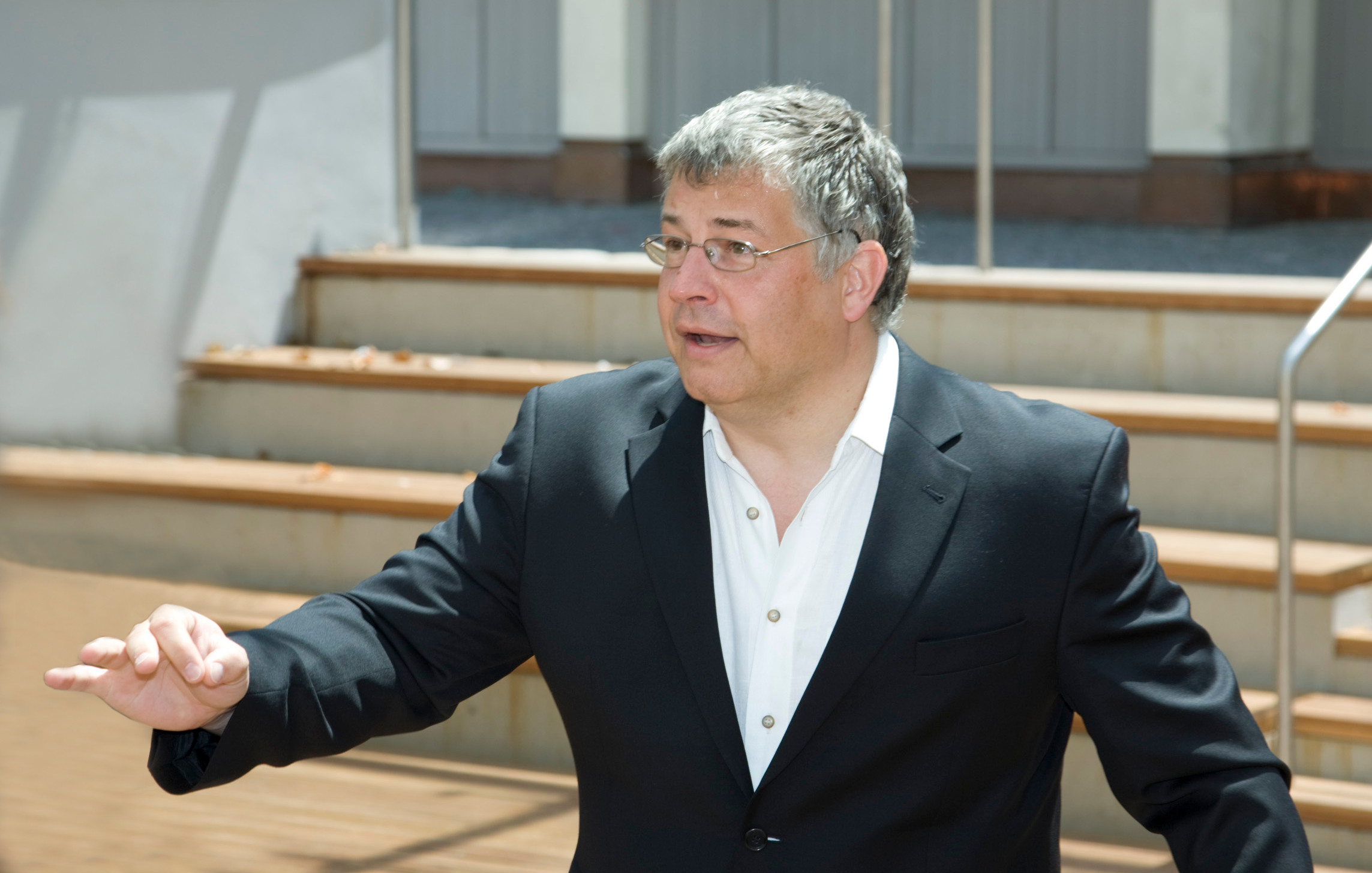
Bernhard Sieberer

Bernhard Sieberer (* 12. Jänner 1963 in St. Johann in Tirol) ist ein österreichischer Chorleiter und Dirigent.

## Leben
Bernhard Sieberer studierte Dirigieren am Konservatorium der Stadt Innsbruck bei Edgar Seipenbusch und absolvierte Meisterkurse bei Sergiu Celibidache in Mainz, im Rahmen eines Stipendiums der Alban Berg Stiftung bei Michael Gielen am Mozarteum Salzburg und in Mailand. 1986 bis 1992 war er der musikalische Leiter des Europasommers in Fiecht. Seit 1988 unterrichtet er regelmäßig Dirigieren, Schlagtechnik und Chorleitung bei Chorleiterkursen und in Seminaren in Niederösterreich, in der Steiermark, in Kärnten, Tirol und Vorarlberg, unter anderem bei der Academia Vocalis, er leitete wiederholt zweijährige Chorleiterseminare in Innsbruck. Von 2008 bis 2010 unterrichtete er in Ägypten und war verantwortlich für nachhaltige musikalische Entwicklung bei der Sekem-Initiative und an der Heliopolis-Akademie in Kairo. Er war ständiger Gastdirigent beim Kammerchor Jauna Muzika in Vilnius und ist seit 1993 Kulturbeauftragter der Stadt Kufstein. Von 2015 bis 2017 entwickelte und betreute er eine Chorsendung des ORF Radio Tirol. Seit 2020 leitet er den Lehrgang für Chorleitung am Tiroler Landeskonservatorium und den Chor des Konservatoriums für Studierende des Tiroler Landeskonservatoriums und des Mozarteum Salzburg.

## Künstlerische Tätigkeit
Chorleiter
1990 bis 2008 und seit 2011 Leiter des Kammerchores Collegium vocale Innsbruck.

seit 1991 ständiger Leiter des Vokalensembles Vocappella Innsbruck.

seit 2012 Leitung des Chors der Vielfalt, eines Innsbrucker Laienchors, der sich dem Integrationsgedanken verschrieben hat.

2015 Gründung und Leitung des Innsbrucker Jugendchors (JUKO).
Schauspiel und Theater
1992 zeichnete er verantwortlich für die Einstudierung der Theatermusik bei den Volksschauspielen Telfs, von 1995 bis 2001 dirigierte er bei den Salzburger Festspielen die Bühnenmusik von Werner Pirchner zu Hugo von Hofmannsthals Jedermann am Salzburger Domplatz. 1997 leitete er die Uraufführung von Werner Pirchners Shalom – Choräle für Streichorchester beim Steirischen Herbst. 2013 war er musikalischer Leiter der Passionsspiele Erl.
Dirigent
Nach seinem Debüt 1990 im Wiener Konzerthaus und im Brucknerhaus Linz mit dem Wiener Kammerorchester arbeitete er mit einer Vielzahl von internationalen Chören und Orchestern und absolvierte unter anderem Auftritte beim Steirischen Herbst, den Salzburger Festspielen, der Slowakischen Philharmonie, den Festwochen der Alten Musik und den Tiroler Festspielen Erl. Diese Arbeit ist in zahlreichen CD-Veröffentlichungen sowie Rundfunk- und Fernsehaufnahmen bei nationalen und internationalen Rundfunk- und Fernsehanstalten dokumentiert. Dabei entstanden auch zwei Tonträger mit zeitgenössischer Tiroler Musik: die CD „strings“ mit sämtlichen Werken für Streichorchester von Werner Pirchner und die CD „Totentanz“ mit Musik von Maria Hofer.
Gemeinsam mit dem Slowakischen Kammerorchester Cappella Istropolitana entstanden und entstehen unter dem Titel „… im Gespräch“ eine Reihe von Tonträgern mit sehr bekannten Kompositionen, die „… zerlegt, besprochen, wieder zusammengesetzt, musiziert …“ werden, um ein besseres Verständnis und intensiveres Hören dieser oft gespielten Musikstücke zu vermitteln. Werke von Mozart und Beethoven „im Gespräch“ sind erschienen, Haydn, Schubert, Mendelssohn und eine Auswahl der Musik des 20. Jahrhunderts sind in Arbeit.

## Repertoire
Bernhard Sieberers Repertoire ist weit gefächert: Es umfasst Chorwerke von der Renaissance bis ins 20. und 21. Jahrhundert, Werke für Orchester von Bach bis Bruckner, von Mozart bis Mahler, von Beethoven bis Britten und von Purcell bis Pirchner. Ein besonderer Schwerpunkt liegt auf Chor-Orchesterwerken von Monteverdi und Schütz und reicht über die großen barocken, klassischen und romantischen Oratorien und Passionen von Händel, Bach, Haydn, Mendelssohn und Brahms über Bruckner, Orff und Honegger bis zur zeitgenössischen Musik.

## Diskografie (Auswahl)
- Werner Pirchner – strings (Cappella Istropolitana, Litauisches Kammerorchester, Camerata St. Petersburg), ORF 2002
- Wolfgang Amadeus Mozart – Fagottkonzert, Oboenkonzert, Klarinettenkonzert (Richard Galler, Dominik Wollenweber, Wenzel Fuchs, Cappella Istropolitana), RCR 2006
- Maria Hofer – Totentanz (Art of Brass, Hans Gansch, Andreas Öttl, Peter Sadlo und andere, Cappella Istropolitana), RCR 2007
- Mozart im Gespräch – Divertimenti in D-Dur und F-Dur, Eine kleine Nachtmusik, Klavierkonzert Nr. 11 in F-Dur (Carlo Grante, Cappella Istropolitana), RCR 2008
- Wolfgang Amadeus Mozart – Klavierkonzerte Nr. 10, 14 und 23 (Carlo Grante, Barbara Panzanella, Orchestra dell’Accademia Nazionale di Santa Cecilia, Roma), Music&Arts 2008
- Beethoven im Gespräch – Symphonie Nr. 7, Ouvertüre zu Egmont (Cappella Istropolitana), RCR 2010
- Johann Sebastian Bach – Johannes Passion (Markus Schäfer, Rainer Trost, Harry van der Kamp, Bürgler, Hölzl, Häger, Süß, Post, Friedrich, Aura musicale Budapest, Vokalensemble Vocappella Innsbruck), RCR 0403
- Georg Friedrich Händel – Messiah (Monika Mauch, Pascal Bertin, Christoph Prégardien, Markus Flaig, Aura musicale Budapest, Vokalensemble Vocappella Innsbruck), RCR 1453